# Veliko Trgovišće
Veliko Trgovišće (ejtsd: Veliko Trgoviscse) falu és község Horvátországban Krapina-Zagorje megyében. Közigazgatásilag Bezavina, Domahovo, Družilovec, Dubrovčan, Jalšje, Jezero Klanječko, Mrzlo Polje, Požarkovec, Ravnice, Strmec, Turnišće Klanječko, Velika Erpenja, Vilanci és Vižovlje tartozik hozzá.

## Fekvése
Zágrábtól 26 km-re északra, községközpontjától 2 km-re északnyugatra Horvát Zagorje és a megye déli részén fekszik.

## Története
Noha Veliko Trgovišće első írásos említése 1501-ben történt, benépesülése csak a 19. században kezdődött. Azelőtt az Erdődyek novi dvori uradalmához tartozott, mely Domahovótól Družilovecen keresztül Erpenjáig húzódott, ahol abban az időben a legtöbb lakos élt. Ezért nem csoda, hogy a grófi család itt építtette a legnagyobb templomot is. A térség egyházi és világi központjának azonban a középkor óta Jezero számított, ahol a kegyúr Szent György tiszteletére építtetett templomot, melynek portálja felett az 1622-es évszám látható. A településnek már az 1700-as évek első felében iskolája is volt. Jezero különösen a 17. és 18. században volt az egyházi és társadalmi élet központja.
Veliko Trgovišće fejlődése az itt áthaladó út, majd később a vasút megépítésével kapott lendületet. A Domahovóról, Strmecről, Klanjecről, Tuheljről és Krapinska Toplicáról vezető utak ugyanis itt keresztezték a vasútvonalat, így Veliko Trgovišće a térség fontos közlekedési csomópontja lett. 1842-ben felépült a plébánia épülete, majd 1876-ban a plébániatemplom is. 1889-ben elkezdődött az iskola építése, mely 1891-re épült fel. Nem sokkal később felépült a községháza is. A településnek 1857-ben 478, 1910-ben 972 lakosa volt. Trianonig Varasd vármegye Klanjeci járásához tartozott. A fejlődés a második világháborút megelőző időszakban is folytatódott, amikor három magánkereskedés, orvosi, állatorvosi rendelő és néhány vendégfogadó is működött a településen. 1932-ben megalakult az önkéntes tűzoltóegylet, 1936-ban a helyi labdarúgóklub, két énekkar, fúvószenekar és néhány tamburazenekar is tevékenykedett. A fejlődés a háború után is folytatódott. 1969-ig Veliko Trgovišće község területe azonos volt a már Jugoszláv Királyság idején is létező határokkal. Ekkor a közigazgatás átszervezése során újraalapították Zabok községet, mely a hozzá tartozó falvakkal kivált belőle. 2001-ben a falunak 1239, a községnek 5220 lakosa volt.

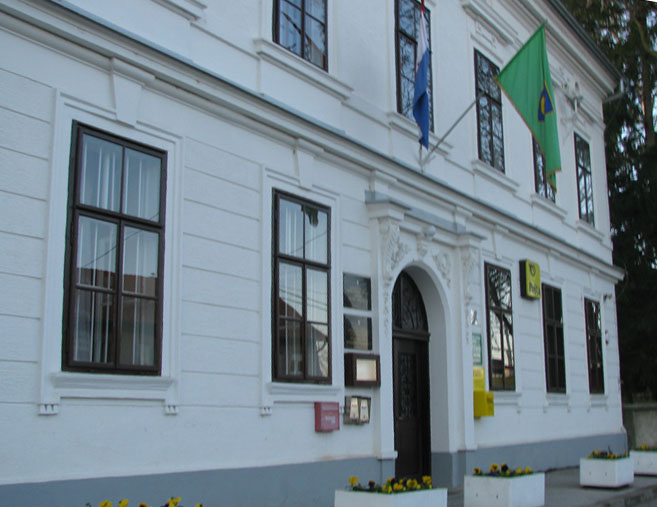
A községháza épülete

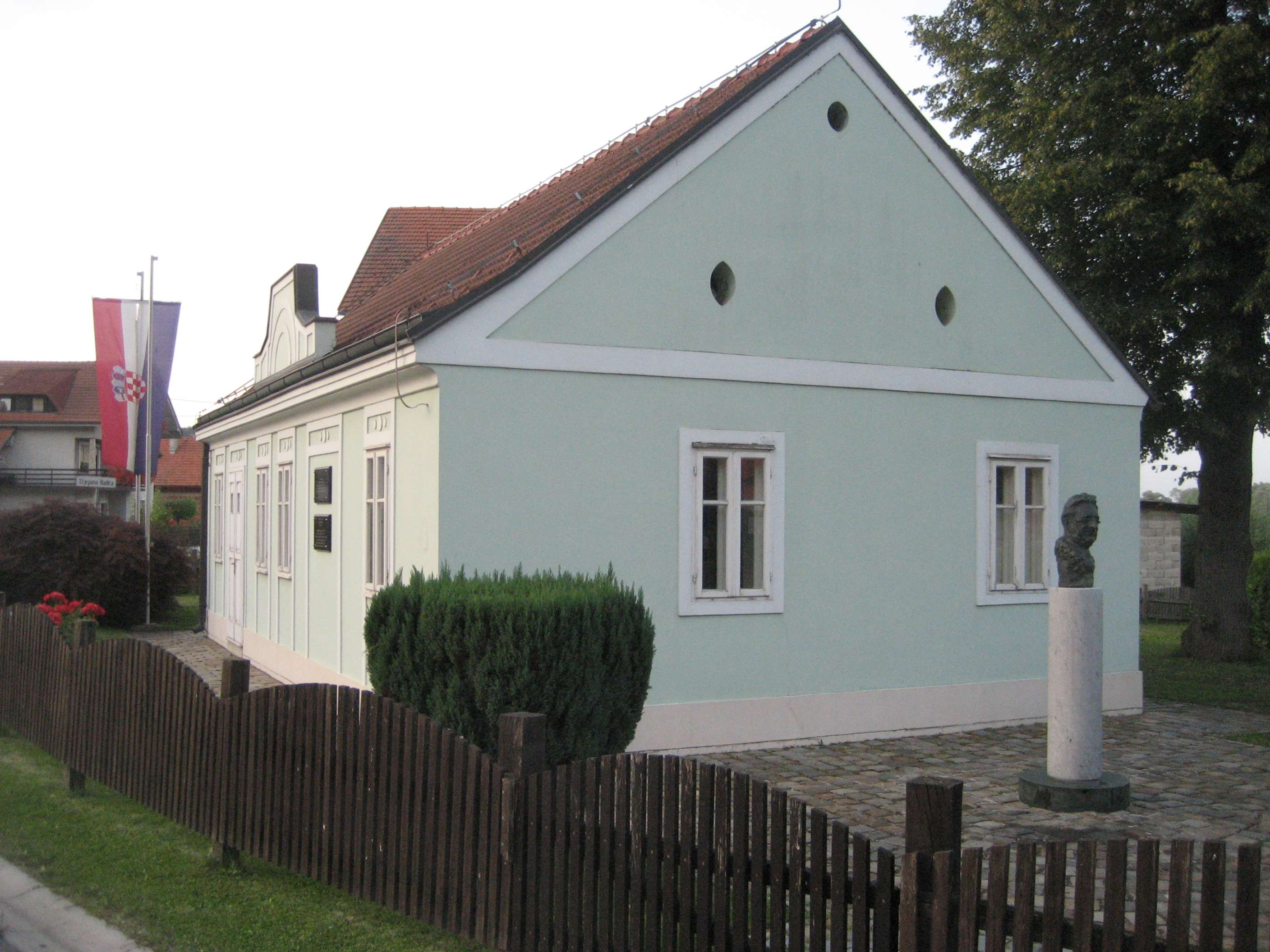
dr. Franjo Tuđman szülőháza

## Nevezetességei
- A Hétfájdalmú Szűzanya tiszteletére szentelt plébániatemploma[2] 1876-ban épült. A templom egyhajós, a bejárat feletti 22 méter magas harangtoronnyal. A templomnak három oltára van. A főoltár a Hétfájdalmú Szűzanya, a mellékoltárok Szent Anna és Szent József tiszteletére vannak szentelve. Főoltárképe ismeretlen akadémiai festő munkája. Belső falait falfestmények díszítik, I. Sirnik munkái 1944-ből. Orgonája Höferer műhelyében készült. A templomot 1997 és 2005 között kívülről és belülről is teljesen megújították. A templom déli oldalán kialakított kis téren 2007-ben avatták fel Alojzije Stepinac érsek szobrát, Ante Jurkić akadémiai szobrászművész alkotását.
- A plébánia emeletes épülete 1842-ben épült.
- dr. Franjo Tuđman szülőháza.
- A régi iskolaépület 1891-ben létesült.

## Híres emberek
Itt született 1922. május 14-én dr. Franjo Tuđman a Horvát Köztársaság első elnöke.

## Külső hivatkozások
- Veliko Trgovišće község hivatalos oldala
- A plébánia honlapja
- Az alapiskola honlapja